# Liste der Bodendenkmäler in Betzigau
Auf dieser Seite sind die Bodendenkmäler in der schwäbischen Gemeinde Betzigau zusammengestellt. Diese Tabelle ist eine Teilliste der Liste der Bodendenkmäler in Bayern. Grundlage ist die Bayerische Denkmalliste, die auf Basis des Bayerischen Denkmalschutzgesetzes vom 1. Oktober 1973 erstmals erstellt wurde und seither durch das Bayerische Landesamt für Denkmalpflege geführt wird. Die folgenden Angaben ersetzen nicht die rechtsverbindliche Auskunft der Denkmalschutzbehörde.

## Bodendenkmäler der Gemeinde Betzigau
| Lage                                        | Objekt | Akten-Nr.     | Bild                  |
| ------------------------------------------- | --- | ------------- | --------------------- |
| Baltenstein (Standort)                      | Burg Baltenstein→Burgstall des Mittelalters. | D-7-8228-0018 | weitere Bilder        |
| Heinzelberg (Standort)                      | Burgstall Heinzelberg→Burgstall des Mittelalters. | D-7-8228-0019 |                       |
| Schönberg (Standort)                        | Burgruine Schöneberg→Burgstall des Mittelalters. | D-7-8228-0020 | weitere Bilder        |
| Leiterberg–Weiher–Minderbetzigau (Standort) | Allgäustraße→Straße der römischen Kaiserzeit. | D-7-8228-0042 |                       |
| Betzigau Kirchstraße 4 (Standort)           | Pfarrkirche St. Afra→Mittelalterliche und frühneuzeitliche Befunde im Bereich der Katholischen Pfarrkirche St. Afra und ihres Friedhofs in Betzigau. | D-7-8228-0048 | weitere Bilder        |
| Möstenberg (Standort)                       | Frühneuzeitliche Befunde im Bereich der Kapelle St. Magnus und St. Sebastian in Möstenberg. | D-7-8228-0080 | Kapelle in Möstenberg |
| Kempter Wald (Standort)                     | Wallburg Dengelstein→Befestigung vor- und frühgeschichtlicher Zeitstellung (Dengelstein). (Ein kleiner Anteil des Bodendenkmals befindet sich auf Betzigauer Gemarkung. Die Hauptfläche der Wallburg, wie auch der Dengelstein selbst, liegt in der Gemeinde Durach) | D-7-8228-0022 | weitere Bilder        |